# Стадник Ганна Марківна
Ганна Марківна Стадник (28 червня 1946 — 26 жовтня 2021) — українська радянська діячка, новатор сільськогосподарського виробництва, оператор машинного доїння радгоспу «Пісочинський» селища Березівки Харківського району Харківської області. Кандидат у члени ЦК КПУ в 1986—1990 роках.

## Біографія
Новатор сільськогосподарського виробництва. У 1970—80-х роках — оператор машинного доїння радгоспу «Пісочинський» селища Березівки Харківського району Харківської області.
Член КПРС. Делегат XXVII з'їзду Комуністичної партії Радянського Союзу (1986).
Потім — на пенсії в селищі Березівці Харківського району Харківської області.

## Нагороди
- орден Леніна
- орден Трудового Червоного Прапора
- медалі